# الاتفاق الوطني العراقي
حزب الاتفاق الوطني العراقي كيان سياسي عراقي يؤمن بالسفر التأريخي للعراق الموحد ارضاً وشعباً. يعمل لبناء دولة المؤسسات بناءً ديمقراطياً يسود فيها القانون والعدل والمساواة. امين عام الحزب مأمول عبد الرحمن.

## روابط خارجية
- الموقع الإلكتروني حزب الاتفاق الوطني العراقي